# Conde
Conde, do latim comes, comitis, que significa companheiro, (feminino: condessa) é um título nobiliárquico existente em muitas monarquias, sendo imediatamente superior a visconde e inferior a marquês.
Inicialmente, na Idade Média, era o senhor conde feudal, dono de um ou mais castelos e de terras denominadas condado, mas posteriormente, a partir do século XIV, o título nobiliárquico foi utilizado apenas como grau de nobreza.

## Origem remota
Inicialmente era um título militar do Baixo Império Romano, associado à autoridade militar e civil, do cônsul, que, mais tarde, passou aos bárbaros, assim designando seus principais colaboradores e seus representantes. Embora esta seja a origem dos primeiros títulos de conde, isto não compete com a realidade, visto que o Império Romano decaiu há mais de 1500 anos, dando início à Idade Média. Desde o século V, o feudalismo passou a vigorar e posteriormente foi iniciado o renascentismo.

## A partir do começo da Idade Média no século V
Os condes fazem parte da nobreza e, portanto, da elite da sua nação. Inicialmente, na Idade Média, era o senhor feudal, dono de um ou mais castelos e de terras denominadas condado, mas posteriormente, a partir do século XIV, o título nobiliárquico foi utilizado apenas como grau de nobreza.

A coroa de um conde

Os condes, a partir do século XIV, como a sociedade passou a organizar-se em estados, os nobres que moravam em castelos foram pouco a pouco mudando-se para as cidades, mudando-se para palacetes urbanos, formando cortes de nobres.
Os condes, já no século XVII, praticavam ofícios elitistas e alguns desses nobres detinham propriedades rurais. Na sua maioria, descendiam da nobreza antiga.
O conceituado Henrique da Gama Barros afirma que, em Portugal, a partir de meados do século XII, os condes leoneses eram nomeados pelos monarcas. No início da Terra Portuguesa, o título não foi usado pois competiam aos nobres que detinham o título de rico-homem, sendo este o único título nobiliárquico utilizado até o século XIII, as funções públicas do antigo conde leonês. Verifica-se que a partir do século XIV o título foi usado com mais frequência, mas como grau de nobreza, sem que por isso lhe estivesse adstrito o exercício de qualquer função pública.
Na Inglaterra atual exemplos de famosos são Conde Spencer e os Conde e a Condessa de Wessex. A falecida Diana, Princesa de Gales era filha do oitavo conde Spencer, cuja linhagem familiar é nobre e inicia-se no ano de 1300. Os condes Spencer são descendentes da Casa de Stuart. E a Condessa de Wessex, Sofia Helena Rhys-Jones é a esposa do príncipe Eduardo. Conde de Wessex e filho mais novo da rainha Isabel II do Reino Unido e Felipe, Duque de Edimburgo. Eles se casaram em 1999 e ela trabalhou até 2002 em relações públicas, atualmente auxiliando Eduardo em deveres oficiais. O casal têm dois filhos: Luísa Windsor. Nascida em 2003 e Jaime, Visconde Severn, nascido em 2007.
Em Portugal, o Conde de Oeiras conhecido como Sebastião José de Carvalho e Melo, se encontra na lista de celebres personagens que possuíam este título nobiliárquico. O Conde de Mafra, conhecido como o Conde Melo, o recebeu da Maria II de Portugal e o manteve na sua linhagem genealógica. Semelhantemente, os membros da Ordem do Caminha, guardadores e protetores da Carta de Pero Vaz de Caminha que se encontra na Arquivo Nacional da Torre do Tombo e as demais versões espalhadas pelo mundo, recebem uma condecoração de alto prestígio e distinção social.
Atualmente Sua Alteza Real, o príncipe Guilherme, Duque de Cambridge, segundo na linha de sucessão ao trono britânico, é neto do conde Spencer. O filho mais velho do conde Spencer recebe o título de "Visconde Althorp", de Great Brington em Northamptonshire até a morte do pai, quando passa a ser o conde Spencer. Eles são muito ricos e influentes.